# Valerian Kouïbychev
Valerian Vladimirovitch Kouïbychev (en russe : Валериан Владимирович Куйбышев), né le 25 mai 1888 (6 juin dans le calendrier grégorien) à Omsk (Empire russe) et mort le 25 janvier 1935 à Moscou, est un révolutionnaire russe, chef de l'Armée rouge pendant la guerre civile russe, puis homme politique soviétique de premier plan pendant les premières années du gouvernement de Joseph Staline.

## Biographie

### Avant la Révolution
Il est fils d'officier et fait ses études au corps des cadets d'Omsk. 
Il entre au parti ouvrier social-démocrate de Russie en 1904 et entre quelques mois plus tard à l'académie de médecine militaire de Saint-Pétersbourg, mais il en est exclu en 1906. Il est arrêté en novembre 1906, pour détention de littérature illégale et fait cinq mois de prison, à l'issue de laquelle, il est relégué à Kaïnsk, avec obligation de pointer auprès du commissariat local tous les matins. Il s'enfuit à Tomsk où il est pris en février 1908. 
Il sort de prison en juillet 1908, date à laquelle il part pour Saint-Pétersbourg, mais il doit retourner en Sibérie. Il étudie pendant l'année 1909-1910 à la faculté de Droit de l'université de Tomsk. 
Il est à nouveau arrêté et envoyé à Narym en prison, où il fait la connaissance de Iakov Sverdlov, l'un des fondateurs de l'organisation bolchévique. Il est de retour à Omsk en 1912, mais envoyé au bout de quelques mois en relégation à Tambov. 
Il s'enfuit de la ville en 1913, et il participe aux activités révolutionnaires de la capitale de l'hiver 1913 à l'été1914, mais aussi à Vologda et à Karkhov. 
Lorsque la déclaration de guerre intervient, il est envoyé en relégation dans un village du Gouvernement d'Irkoutsk, d'où il s'enfuit au printemps 1916, mais il est repris quelques mois plus tard et emprisonné. 

### Rôle pendant la Révolution et lecommunisme de guerre(1917-1922)
Au bout de quelques semaines, la révolution de février le libère. Il s'installe à Samara, où il dirige le soviet des bolchéviques. C'est dans cette ville qu'il aide l'organisation à prendre le pouvoir pendant la Révolution d'Octobre. Il est président du comité révolutionnaire de Samara et du comité bolchévique de la province.
Pendant la guerre civile, il est commissaire et membre du soviet militaire révolutionnaire de la 1re armée et de la 4e armée. Il s'oppose aux troupes de l'amiral Koltchak à partir de 1919 sur le front ouest. Il dirige la défense d'Astrakhan et suit ensuite l'Armée rouge en Asie moyenne. Il est commissaire membre du parti de la XIe armée du front du Turkestan.
En 1920, il est élu par ses pairs au présidium des organisations syndicales et un an plus tard au soviet suprême pour l'économie populaire. Il appuie la politique d'électrification de Lénine. 

### Rôle durant les années 1920
Il est commissaire du peuple de l'inspection des travailleurs-paysans (Rabkrin) de 1923 à 1926, date à laquelle il est nommé à la tête du soviet suprême pour l'économie populaire, mais il entre surtout au politburo en 1927. 
Pendant la période 1928-1930, il continue à diriger la Vesenkha (Soviet suprême pour l'économie populaire).

### Rôle durant les années 1930 et mort
Il est directeur du Gosplan de 1930 à 1934, au moment crucial de la collectivisation des terres et des industries, avec le rôle du Gosplan qui devient essentiel dans l'économie russe et soviétique. Sa tâche, très complexe eu égard au caractère novateur du plan quinquennal, lui mina la santé, le rendant alcoolique.
Il meurt le 25 janvier 1935 d'un infarctus du myocarde, à l'âge de 46 ans. Staline le fait enterrer dans la nécropole du mur du Kremlin.
Deux ans après sa mort, sa première épouse, née Evguenia Solomonovna Kogan, inscrite aux SD du parti ouvrier depuis 1907, est fusillée, ainsi que son frère cadet Nikolaï Kouïbychev (1893-1938).

### Famille
Kouïbychev a eu deux épouses :
- Evguénia Kogan (1886-1937), membre des SD depuis 1907, fusillée pendant les Grandes purges.
- Pana Stiajkina (1890-1962), membre des SD depuis 1908, collaboratrice de Richard Sorge.

Il n'a jamais eu d'enfant.

## Villes ou institutions portant ou ayant porté son nom
La ville de Samara (capitale administrative de l'oblast de Samara, en Russie) et la ville de Bolgar (dans le Tatarstan) ont porté le nom de Kouïbychev entre 1935 et 1991, ainsi que le village d'Akhartsine en Arménie et la ville de Richtan en Ouzbékistan (Kouïbychevo de 1937 à 1977). La ville de Kouïbychev, anciennement Kaïnsk, dans l'oblast de Novossibirsk, porte encore son nom. L'université d'État d'économie de Biélorussie a porté son nom de 1935 à 1992 (institut Kouïbychev).

## Sources
- Biographie
- Simon Sebag Montefiore (trad. de l'anglais par Florence La Bruyère et Antonina Roubichou-Stretz), Staline : La cour du tsar rouge, vol. I. 1929-1941, Paris, Perrin, 2010, 723 p. (ISBN 978-2-262-03434-4).